# Ricardo Figueiredo
Ricardo Figueiredo est un gardien international sud-africain de rink hockey né le 16 mai 1989.  .

## Palmarès
En 2015, il participe au championnat du monde de rink hockey en France.